# أصدقاء (الموسم 9)
عُرِض الموسم التاسع من مسلسل فريندز وهو مسلسل كوميديا الموقف أمريكي من تأليف كل من ديفيد كرين ومارتا كوفمان على قناة إن بي سي في 26 سبتمبر 2002. ٱنتج المسلسل بواسطة شركة برايت/كوفمان/كرين برودكشنز بالاشتراك مع تلفزيون وارنر برذرز. يحتوي الموسم على 24 حلقة واختتم بثه في 15 مايو 2003.

## لمحة عامة
يبدأ الموسم التاسع بتعايش روس ورايتشل مع ابنتهما إيما، بعد أن أوضح جوي ورايتشل سوء فهم مشهد الخطبة في نهاية الموسم السابق. واجه مونيكا وتشاندلر عقبات أثناء محاولتهما إنجاب طفل: وافق تشاندلر دون علم على نقل العمل إلى تولسا وعُرضت على مونيكا وظيفة رئيس الطهاة في مطعم جديد مما أدى إلى انتقال تشاندلر للعمل يوميا ذهابًا وإيابًا. استقال تشاندلر لمتابعة مهنة جديدة في مجال الإعلان بعد ابتعاده عن مونيكا خلال عيد الميلاد، حيث بدأ كمتدرب غير مدفوع الأجر في وكالة إعلانية وتعين في النهاية كمؤلف إعلانات مبتدئ. يكتشف مونيكا وتشاندلر أنهما غير متوافقين جسديًا مع الحمل وقررا التبني بعد التفكير في الخيارات المتعددة. تبدأ فيبي مواعدة مايك هانيغان (بول رود) لمعظم الموسم إلى أن يعلن مايك إنه لا يريد الزواج مرة أخرى أبدًا. تواعد فيبي صديقها السابق من الموسم الأول ديفيد (هانك آزاريا) الذي يخطط لخطبتها، لكن يقوم مايك بخطبتها أولاً. ترفض فيبي كلا الخطبتين ولكنها تعود إلى مايك محتاجة فقط إلى الطمأنينة بأن لديهما مستقبلًا معًا. تعود رايتشل إلى عملها في رالف لورين مبكرًا بعد اعتقادها أن زميلها في العمل غافين (ديرموت مولروني) يحاول سرقة وظيفتها بينما كانت في إجازة أمومة. تكتشف في حفل عيد ميلادها أن غافن لديه مشاعر تجاهها. ويقبلان بعضهما ولكن لا يدخلان في علاقة بسبب تاريخ رايتشل مع روس. في هذه الأثناء، ينتقم روس من خلال مواعدة نساء أخريات بعد أن رأى القبلة بين رايتشل وغافين. انتقلت رايتشل وإيما للعيش مع جوي بعد أن أدركت أن عيشها مع روس غريب للغاية. تشعر رايتشل بالإعجاب مجددا بروس إلا أنها تشعر بالإحباط عندما يبدأ روس في مواعدة تشارلي (عايشة تايلور) وهي أستاذة جديدة في علم الأحياء القديمة. تسافر المجموعة في النهاية إلى باربادوس لخطاب روس الرئيسي في أحد المؤتمرات. انفصل جوي وتشارلي عند إدراكهما أنه لا يوجد شيء مشترك بينهما. يتعرف جوي بعد ذلك على مشاعر رايتشل تجاهه، لكنه يقول إنه لا يمكنهما الدخول في علاقة بسبب روس. ومع ذلك، عندما رأى جوي بأن روس وتشارلي يقبلان بعضهما البعض، يذهب إلى غرفة فندق رايتشل، وينتهي الموسم بقبلة بينهما.

## الاستقبال
صنف موقع «كولايدر» الموسم في المرتبة العاشرة كأسوء موسم على ترتيب أفضل مواسم مسلسل فريندز العشرة. وكتبوا أنه كان غير متساوٍ، وأنه بدأ يفقد قوته بشكل إبداعي «عندما تكون هناك حبكة فرعية لا يتذكر فيها جوي ما إذا كان قد نام بالفعل مع المرأة التي يواعدها». كانت حلقة «الواحدة مع أخت رايتشل الأخرى» الحلقة المتميزة في الموسم وفقًا لهم.

## تقييمات الولايات المتحدة
بلغ متوسط مشاهدة هذا الموسم في الولايات المتحدة 21.6 مليون مشاهد، مما جعله ثاني أكثر البرامج التلفزيونية مشاهدة في الموسم التلفزيوني 2002-2003.